# La terraza
La terraza è un film drammatico del 1963 diretto da Leopoldo Torre Nilsson e sceneggiato da sua moglie Beatriz Guido.
Venne presentato al Festival di Berlino 1963.

## Trama
Un gruppo di adolescenti di buona famiglia si riunisce attorno alla piscina di una terrazza a Recoleta. I giovani, che conducono una vita noiosa, sfruttano la terrazza per giocare, bere, fumare e flirtare.
Il gesto assume la forma di una ribellione, cosicché i genitori cercano di portarli fuori dall'edificio, scontrandosi con la resistenza dei ragazzi che minacciano di gettarsi dalla terrazza in caso di irruzione degli adulti.

## Produzione
Come già per altri dei film di Leopoldo Torre Nilsson, il soggetto venne scritto da sua moglie Beatriz Guido.
Le inquadrature iniziali contrappongono il grigiore della città alla piscina sulla terrazza, vista come una specie di oasi. Tuttavia, all'interno di questo luogo ameno, in linea con lo stile di Torre Nilsson, viene a svilupparsi un dramma.
La pellicola rappresentò un tentativo del regista di avvicinarsi al mondo giovanile, concentrandosi sul turbamento degli adolescenti in crisi rispetto al proprio futuro e oppressi dai rapporti familiari.
Nel film recitarono nuovamente Graciela Borges, che aveva collaborato con Torre Nilsson in Fin de fiesta e Piel de verano, e Leonardo Favio, protagonista de La mano en la trampa.

## Accoglienza
Sulla rivista Primera Plana, la recensione recitava: "Dietro un filtro oscuro (...) un nuovo giro di vite per smascherare l'ipocrisia della grande borghesia argentina e per portare a galla la crudeltà che si cela nelle azioni di ogni adolescente (...) Un'austerità impeccabile non priva di colpi bassi".
César Maranghello, nel libro Breve historia del cine argentino, elogiò il lavoro del regista e scrisse: "La premessa gli serve per realizzare una delle sue opere migliori; un film che anticipa la confusione e la violenza che si sarebbero scatenate di lì a poco, quindi conserva una validità sorprendente".
Iván Zgaib scrisse: "La più grande vittoria di Torre Nilsson è furtiva. Costruisce un senso di angoscia con il nulla. Evoca una tensione drammatica dal nulla. Il suo film si snoda come un'osservazione rigorosa proprio di questo: il vuoto di una classe benestante. L'entusiasmo impotente di una generazione che stava maturando negli anni '60".
Non mancarono le recensioni negative, tra cui quella di Alberto Oliva su El País, in cui si leggeva: "Un'altra delusione... tra i meno riusciti di Torre Nilsson (...) La trama si dissolve in un contrasto di classi sociali che predilige la frettolosa generalità alle psicologie personali (...) i personaggi non esistono".
Anche sul quotidiano La Nación, il film venne criticato negativamente: "Manifesta inautenticità. C'è una descrizione imprecisa degli ambienti e dei personaggi che si intende riflettere; i dialoghi soffrono di un'affettazione molto marcata e il clima è ben lungi dal tradurre la realtà corrispondente all'ambiente sociale affrontato".

## Riconoscimenti
- 1963 - Festival internazionale del cinema di Berlino
  - Candidatura all'Orso d'oro a Leopoldo Torre Nilsson